# Capo Cervo
De Capo Cervo is een heuvel aan de Italiaanse kust van de Ligurische Zee, bekend als vierde beklimming in de klassieker Primavera of Milaan-San Remo, op circa 45 km voor de aankomst.  De Capo Cervo ligt op het grondgebied van de gemeente Cervo, een dorpje op de heuvel, tussen de aangrenzende badplaatsen Andora en San Bartolomeo al Mare in Imperia.  
De heuvel speelt een rol in de finale van de wielerwedstrijd, als tweede van de Tre Capi.  De Capo Cervo volgt op de Capo Mele en wordt gevolgd door de Capo Berta. 

Passo del Turchino · Le Manie · Capo Mele · Capo Cervo · Capo Berta · Cipressa · Poggio di San Remo